# Gosselndorf
Gosselndorf ist eine Wüstung bei Bad Hersfeld im nordhessischen Landkreis Hersfeld-Rotenburg. Die Ruine des Kirchturms, auf einer Wiese am Waldrand südlich der Autobahn A 4 zwischen Bad Hersfeld und Friedewald, ist von der Autobahn gut zu sehen.

## Geographische Lage
Die Wüstung befindet sich etwa 7,7 km ostnordöstlich von Bad Hersfeld, 3,3 km nordöstlich von Kathus und 3,3 km westlich von Friedewald in der Gemarkung von Kathus. Die einstige Siedlung lag westlich des Bergs Hahnebalz auf 297 m ü. NHN Höhe im sogenannten „Geusensdorf Graben“, dem Tal eines kleinen Bachs, der unweit nördlich der Autobahn in den Breitzbach mündet. Ganz in der Nähe verlief einst die Altstraße durch die kurzen Hessen.

## Geschichte

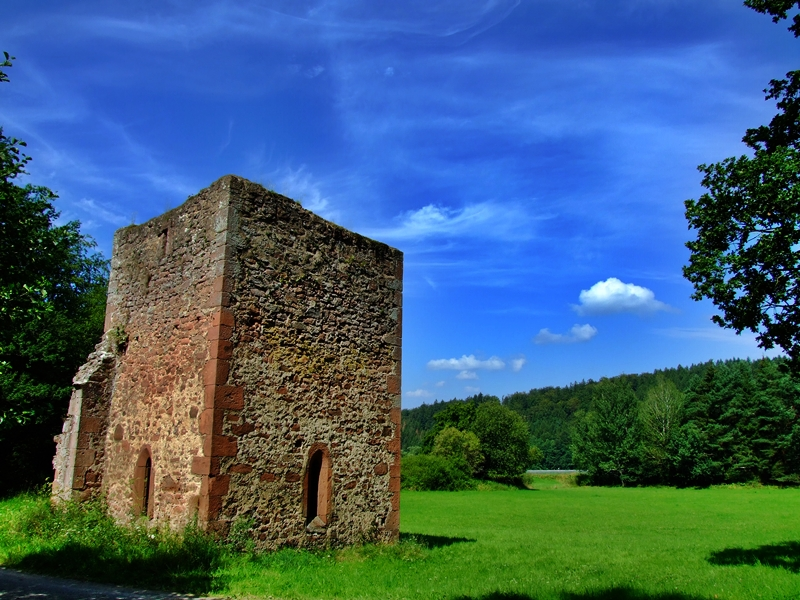
Die Ruine der Gißlingskirche

Der Ort wurde 1312 erstmals urkundlich erwähnt. Laut einer Quelle aus dem Jahre 1312 war Goszilndorf, das der nur etwa 5,5 km entfernten Benediktinerpropstei Petersberg, einem Tochterkloster der Reichsabtei Hersfeld, gehörte und in deren Vogtei in der Solz(e) lag, vor nicht langer Zeit noch bewohnt, inzwischen jedoch nicht mehr. Der Missernten verursachende Klimawandel in der Anfangszeit des 14. Jahrhunderts war wohl die Ursache für die Aufgabe des Orts. Noch im selben Jahrhundert wurde der Ort jedoch erneut besiedelt, und im Jahre 1363 wurde die Kirche im Ort geweiht. 1386 erhielt die Kirche vom Bischof von Würzburg das Bestattungsrecht.
Wann der Ort verlassen wurde, ist nicht bekannt. Im Forstsalbuch des landgräflich hessischen Amts Friedewald im Jahre 1561 werden nur noch die Trümmer der „Geussendorf Kirch“ erwähnt, und der Ort war wohl bereits seit längerer Zeit verlassen. Das Friedewalder Salbuch von 1579 berichtete, dass beneben der Krumbacher auw underm Sandberge am wasser, die Breizbach genannt, ist gelegen die wustenung Guessendorf.
1716 wollten Bauern an der Stelle eine Neuansiedlung versuchen, aber wegen Gefährdung des Wildes wurde dieses Ansinnen abgewiesen.
Heute steht nur noch der gut erhaltene Stumpf des einstigen Kirchturms der sogenannten Gißlingskirche.
Im Zuge der 2006 begonnenen Arbeiten zur Verbreiterung und Linienverbesserung der Autobahn A 4 (dabei rückte die Autobahn ca. 21 m näher an die Ruine heran) wurden bei Grabungen zahlreiche Tonscherben aus der Zeit vor der Renaissance gefunden, nicht aber die erhofften Bodendenkmale und Mauerreste.
Koordinaten: 50° 53′ 4″ N, 9° 48′ 49″ O